# 馬渕直逸
馬淵 直逸（まぶち なおいつ、1879年〈明治12年〉11月3日 - 1929年〈昭和4年〉1月25日）は、日本の陸軍軍人。最終階級は陸軍中将。

## 経歴
愛知県碧海郡依佐美村大字野田（現刈谷市）で旧福島藩士馬淵栄吉の長男として生まれる。
高等小学校を卒業後、陸軍士官学校（11期）に入り、1900年（明治33年）6月陸軍歩兵少尉に任官される。1903年（明治36年）陸軍大学校に入学、卒業後陸軍参謀本部部員に補せられる。さらに第17師団参謀、歩兵第38連隊大隊長を経て再び参謀本部部員となり、陸軍大学校および海軍大学校教官に補せられ、陸軍の中堅、参謀将校の養成に尽くした。
1920年（大正9年）第一次世界大戦が終了し、平和条約の締結にあたり実施委員を命じられ欧州に出かけ1922年（大正11年）帰国する。歩兵第3連隊長、参謀本部課長を歴任し、陸軍少将となる。さらに陸軍大学校教官、歩兵第7旅団長を経て第1師団司令部附となるが、1929年1月25日没する。陸軍中将に栄進する。

## 親族
- 『報道戦線』などで知られる大本営報道部長馬淵逸雄は弟。
- 弟　馬淵良逸（陸軍中佐）
- 子　馬淵正之（陸軍船舶司令部部隊長）、馬淵新治（大本営陸軍参謀）
- 後裔に馬淵晴子（女優）